# Xenillus amazonensis
Xenillus amazonensis är en kvalsterart som beskrevs av Pérez-Íñigo och Baggio 1997. Xenillus amazonensis ingår i släktet Xenillus och familjen Xenillidae. Inga underarter finns listade i Catalogue of Life.